# Javorje (Šentjur, Slovenija)
Javorje je naselje u slovenskoj Općini Šentjuru. Javorje se nalazi u pokrajini Štajerskoj i statističkoj regiji Savinjskoj. 

## Stanovništvo
Prema popisu stanovništva iz 2002. godine naselje je imalo 180 stanovnika.